# 경북풍산역
경북풍산역(慶北豊山驛)은 경상북도 안동시 풍산읍 안교리 (영업 당시에는 안동군 풍산면 안교동)에 위치했던 경북선의 철도역이었다. 현재는 플랫폼의 흔적이 남아있으며 역 터 부근에 '역전 1길'이라는 도로명과 개조되어 도로로 쓰이는 철교가 있다

## 연혁
- 1931년 10월 16일 : 보통역으로 영업 개시[1]
- 1944년 10월 1일 : 태평양 전쟁 전시 공출 명령으로 인한 점촌 ~ 안동간 선로철거로 폐역[2]